# IC 3286
IC 3286 ist eine elliptische Galaxie vom Hubble-Typ E im Sternbild Haar der Berenike am Nordsternhimmel, die schätzungsweise eine 877 Millionen Lichtjahre von der Milchstraße entfernt ist.
Das Objekt wurde am 23. März 1903 von dem deutschen Astronomen Max Wolf entdeckt.